# 青木辰司
青木 辰司（あおき しんじ、1952年 - ）は、現在東洋大学社会学部教授。山形県山形市出身。専門は、環境社会学、農村社会学。

## 略歴
- 山形大学人文学部文学科哲学専攻卒業
- 東北大学大学院教育学研究科博士後期課程単位取得満期退学。
- 秋田県立農業短期大学専任講師、東日本国際大学助教授を経て、社会学部教授。

## 論文
- 進化するグリーン・ツーリズム-体験交流型観光から協働・協発型活性化への展開
- 転換期のグリーン・ツーリズムの意義と課題
- 新たな都市農村関係の構築に向けたグリーン・ツーリズムの意義と課題-オルタナティブなツーリズムの萌芽を踏まえて

他多数

## 共著
- 持続可能なグリーン・ツーリズム　～英国に学ぶ実践的農村再生～
- 農家民宿における品質評価基準の意義とその実践的課題
- 平成18年度滞在型グリーン・ツーリズム振興調査報告書
- イギリスにおける農村ツーリズムの新展開-農家民宿の品質保証制度を中心として-

## 著書
- 転換するグリーン・ツーリズム-広域連携と自立をめざして
- グリーン・ツーリズム実践の社会学

他

## 講演
- 全国でグリーン・ツーリズムの講演、活動、海外体験学習を行っている。